# ジェームズ・コリンズ (1983年生のサッカー選手)
ジェームズ・マイケル・コリンズ（James Michael Collins, 1983年8月23日 - ）は、ウェールズ・ニューポート出身の元同国代表サッカー選手。ポジションはDF（センターバック）。

## クラブ歴

### カーディフ
15歳でカーディフ・シティFCのユースに入団する。2000年11月19日のFAカップ・ブリストル・ローヴァーズFC戦において、ロバート・アーンショウとの交代でピッチに立ち17歳でプロデビュー。2001年11月20日のコルチェスター・ユナイテッドFC戦ではFWとして起用され、初ゴールを記録した。FLチャンピオンシップ（2部）に昇格した2003-04シーズンから徐々に出場機会を確保し、翌シーズンには34試合に出場した。2005年1月には新たに3年半の契約を締結。同年にはウェールズ年間最優秀若手選手に選出された。

### ウェストハム
2005年7月にプレミアリーグのウェストハム・ユナイテッドFCへダニー・ガビドンと共に移籍金合計350万ポンドで加入。9月20日のリーグカップ・シェフィールド・ウェンズデイFC戦でデビューする。当時のクラブにはガビドンに加えマシュー・アップソン、アントン・ファーディナンド、ルーカス・ニールらが在籍しており出場機会は限られたが、2006-07シーズンにはファーディナンドとコンビを組みクラブのプレミアリーグ残留に貢献した。2008年1月28日に行われたポーツマスFCとのリザーブゲームで膝の靭帯を負傷。8月にクイーンズ・パーク・レンジャーズFCとの親善試合で復帰した。2009年2月のボルトン・ワンダラーズFC戦でハムストリングを負傷し4週間の戦線離脱となる。

### アストン・ヴィラ
2009年9月1日にマーティン・オニール監督率いるアストン・ヴィラFCへ移籍。マルティン・ラウルセンの引退やザット・ナイトの放出によって守備陣が手薄となったクラブと4年契約を締結した。加入初年度の2009-10シーズンにはリチャード・ダン、またはカルロス・クエジャルと共に鉄壁のCBコンビを形成。9月13日のバーミンガム・ダービーで加入後初出場となり、クリーンシートでの勝利で飾った。10月17日のチェルシーFC戦では自身4年振りのゴールを挙げるとこれが決勝点となり、マン・オブ・ザ・マッチに選出される。マンチェスター・ユナイテッドFCとのリーグカップ決勝ではフル出場を果たしたが、1-2で敗れ準決勝となった。リーグで4番目に少ない39失点に抑え、UEFAヨーロッパリーグ・プレーオフ出場権獲得に貢献した。
2010-11シーズンのクラブは開幕から低迷し、ジェラール・ウリエ監督と選手の対立も発生した。2011年3月には同僚のダンと共にチーム内で騒ぎを起こすとクラブの内部調査に発展する。両者は後日この件に関して謝罪した。

### ウェストハム復帰
2012年8月、プレミアリーグに復帰した古巣ウェストハムへ4年契約で舞い戻る。2012-13シーズンは前所属ヴィラとの開幕戦となり、サム・アラダイス監督の下ウィンストン・リードとセンターバックとしてスタメンで起用され1-0での勝利に貢献。この復帰戦ではマン・オブ・ザ・マッチにも選出された。2013年1月5日のFAカップ3回戦・マンチェスター・ユナイテッド戦ではいずれもジョー・コールのクロスからのヘディングで2得点を記録。2015年12月24日には契約を2年間延長した。2017-18シーズンが閉幕すると、契約満了によりロンドン・スタジアムを去る。ハマーズでの2度の所属期間に公式戦通算200試合に出場した。
ウェストハム退団後はアストン・ヴィラでトレーニングを積み、12月にディーン・スミス監督から5週間の契約を提案される。しかし脹脛の負傷を理由にこのオファーを辞退した。

### イプスウィッチ
チャンピオンシップで最下位に沈むイプスウィッチ・タウンFCのポール・ランバート監督から興味を示され、2019年1月11日にシーズン終了までの契約を締結。翌日のロザラム・ユナイテッドFC戦でデビューとなった。しかし
6試合の出場に止まりクラブはEFLリーグ1へ降格。契約満了によりポートマン・ロードを後にした。

## 代表歴
ウェールズ代表の各年代でプレー。2004年にマーク・ヒューズ監督から招集を受け、5月27日のノルウェー戦でA代表デビューを果たした。これによりウェールズ代表史上初めて学生選抜から全世代のカテゴリーを経験した選手となった。
新監督に就任したジョン・トシャックの判断によりU-21チームへ戻され、2005年1月のUEFA U-21欧州選手権予選・ドイツ戦ではキャプテンに任命された。
2007年10月13日のEURO2008予選・キプロス戦で代表初ゴールとなる先制点を記録。2012年9月7日のブラジルW杯欧州予選・ベルギー戦では、前半26分に相手右サイドバックのギヨーム・ジレに両足でタックルを仕掛け一発退場となった。EURO2016のメンバーにも選出された。
2013年9月にクリス・コールマン監督と対立したが翌月に代表へ復帰する。
2017年11月、代表からの引退を表明した。

## 人物
赤毛（ジンジャー・ヘア）のため「The Ginger Pelé」、「Ginge」の愛称をもつ。